# Sephena scutellata
Sephena scutellata är en insektsart som beskrevs av Melichar 1902. Sephena scutellata ingår i släktet Sephena och familjen Flatidae. Inga underarter finns listade i Catalogue of Life.